# Боговская, Мария Анатольевна
Мария Анатольевна Боговская (род. 20 июня 2001, Краснодар) — российская волейболистка, нападающая-доигровщица.

## Биография
Мария Боговская родилась в спортивной семье. Мама волейболистки — Татьяна Боговская — игрок и капитан «Динамо» (Краснодар) в 1980-90-х годах, а ныне тренер молодёжной команды краснодарского клуба.
Волейболом Мария Боговская начала заниматься в краснодарской спортивной школе «Юбилейная» у тренера А.Петрова. С 2016 года выступала за фарм-команду ВК «Динамо» (Краснодар), а в 2017—2018 и 2019—2020 — параллельно и за основную команду клуба в суперлиге чемпионата России.
С 2020 — игрок ВК «Липецк».
В 2017 Мария Боговская выступала за юниорскую сборную России, став в её составе в 2017 году чемпионкой Европы.

### Клубная карьера
- 2016—2020 —  «Динамо»-2 (Краснодар) — молодёжная лига;
- 2017—2018, 2019—2020  —  «Динамо» (Краснодар) — суперлига;
- 2020—2021 —  «Липецк» (Липецк) — суперлига;
- 2021—2022 —  «Динамо-Метар» (Челябинск) — суперлига;
- с 2022  —  «Динамо» (Краснодар) — суперлига.

## Достижения

### Клубные
- бронзовый призёр Кубка молодёжной лиги 2018.

### С юниорской сборной России
- чемпионка Европы среди девушек 2017.
- бронзовый призёр Европейского юношеского олимпийского фестиваля 2017.